# Флорес, Мэнди
Мэнди Флорес (англ. Mandy Flores, род. 19 марта 1989) — американская порноактриса, модель и писательница.

## Ранняя жизнь
Мэнди родилась 19 марта 1989 года в городе Эверетт, Вашингтон. О детстве актрисы мало что известно, как она говорит сама «С самого детства мне всегда хотелось быть в центре внимания, особенно когда появились камеры», отметив наличие в семье двух братьев. Как подчёркивает сама актриса «Я думала, что стать доктором будет хорошим выбором карьеры, потому что мне нравилась учёба и мне нравилась зарплата».

## Карьера
Карьера актрисы началась с работы не обнажённой модели в возрасте 19-ти лет, вместе с этим она привлекла к себе внимание фотографа из Model Mayhem, который увидел в ней потенциал, после чего девушка начала выкладывать первые видео на сайте clips4sale, получая с этого «дополнительный доход». В 2012 году была выбрана как «кибер девушка недели» журналом Playboy Plus. В тот же момент она взяла себе сценическое имя «19mandy», продолжив карьеру порноактрисы и подключив к созданию видео своего парня Дэвида (Вскоре взяв его в мужья и сменив имя на Mandy Flores). С 2009 года Мэнди сняла и выпустила более 2,5 тыс. различных порнороликов. На сайте Pornhub один из фетиш видео Мэнди занял 12 место, в январе 2018 года, а на XVideos первое место, в декабре 2017 года, а их совокупные просмотры только на сайтах превысили 500 миллионов по состоянию на январь 2018 года. Она снималась в телевизионных рекламных роликах Streamate TV, появлялась в различных печатных и интернет-изданиях, а также участвовала в рекламных акциях различных онлайн-компаний, занимающихся одеждой и развлечениями. В 2017 году она приняла предложение сниматься в MindGeek, компании по производству видео для взрослых.

## Личная жизнь
Мэнди с 2016 года замужем за Дэвидом Флоресом. Как признается Мэнди, её работы порноактрисы, сделала её «потрясающим» редактором фото и видео. Также признается что любит рэп и металл, но рок 80-х и 90-х занимает первое место в её списке. Также признается что любит путешествовать, кататься на мотоцикле, танцевать, ходить по магазинам и устраивать фотосессии.

## Награды и номинации
| Год  | Награда        | Результат | Категория                                            |
| ---- | -------------- | --------- | ---------------------------------------------------- |
| 2018 | Pornhub Awards | Победа    | Любимая фетиш-модель                                 |
| 2018 | Pornhub Awards | Номинация | Лучший исполнитель фетиша                            |
| 2018 | Pornhub Awards | Номинация | Самая популярная порнозвезда среди женщин            |
| 2018 | Pornhub Awards | Номинация | Самая популярная проверенная профессиональная модель |
| 2019 | Pornhub Awards | Победа    | Любимая фетиш-модель                                 |
| 2019 | Pornhub Awards | Номинация | Самая популярная проверенная профессиональная модель |
| 2019 | Pornhub Awards | Номинация | Get Your Freak On (Лучший фетишист-исполнитель)      |
| 2019 | Pornhub Awards | Номинация | Очень опытный (лучшая MILF исполнительница)          |